# Gajáry Márta
Gajáry Márta, miskei és csertői Gajáry Márta Auguszta Antónia Ernesztina (Vác, 1889. április 4. – Budapest, 1962. március 18.) magyar színésznő.

## Életútja
Apja miskei és csertői Gajáry Géza Antal János (1863–1932) váci polgármester, anyja galsai és nagyszőllősi Kovách Elvira (1869–1928). 1908. november 25-én Budapesten férjhez ment Pasteiner Dezsőhöz, azonban 1919-ben elváltak. Első nyilvános fellépése 1915. november 8-án Vácott, Miklósy Gábor színtársulatánál volt, ekkor Claire szerepét játszotta Georges Ohnet: Vasgyáros című drámájában. 1916-ban Rózsahegyi Kálmán növendéke volt, tőle a buda-temesvári színházhoz szerződött. 1917 júniusában a Vígszínház művésznője lett.